# كلدمان
كلدمان قرية مغربية
شمال شرق المملكة، تنتمي إلى إقليم تازة الجبلي، شرقي مدينة فاس، تضم بلدة كلدمان 21.111 نسمة (إحصاء 2004).

## دواوير الجماعة
- لكسير، الزوية، اسونن.
- مغراوة،
- الروف
- جعونة
- سهب الهواري
- فراقش
- محاوزة. تلات. كراشحة. تازروت. فرخون.القصبة. وولاد علي بن الحاج. لعصاصو. اجماط بشيين. بني محسن. المطمورة.

الغزازلة والدومية
يسكن كلدمان سكان عرب غلى الارجح انهم استعربوا، وتعني كلمة كلدمان:ملك الماء=أكليد-ن-وامان